# 弗朗索瓦·达尔朗
弗朗索瓦·达尔朗（法語：François Darlan，法語發音：[fʁɑ̃swa daʁlɑ̃]；1881年8月7日—1942年12月24日）法國海軍元帅、海军总司令。
第二次世界大戰爆發時，他是法國海軍總司令。法國政府向德屈服後，他是贝当元帥的维希政府中的主要人物，任贝当的代总理，外交部长，海军部长，内务部长等。在1940年12月13日至1942年4月18日的维希政府的第二时期，他为第二首要人物，称为贝当-达尔朗时期。皮耶·拉瓦爾於1942年4月18日上台任總理後，达尔朗辭去政府中職位，只保留法軍總司令一職。同年11月7日，达尔朗前往阿爾及利亞探望感染小兒痳痺症的兒子。剛巧遇上盟軍火炬行動進攻阿爾及利亞。达尔朗被親盟軍的法國部隊俘獲。盟軍原計劃由亨利·吉罗上將說服阿爾及利亞法國部隊投誠；但因亨利·吉罗並非當地指揮官而不果。盟軍遂與达尔朗達成協議，利用达尔朗法軍總司令身分，命令阿爾及利亞所有法軍倒向盟軍；而盟軍則以达尔朗為當地軍、政最高領導人。贝当政府得悉後，解除达尔朗所有職位。而德國更直接派兵，佔領法國所有剩餘領土；並準備接管法國海軍。然而法國海軍執行达尔朗在1941年下達之命令，在德軍抵達前將主要艦隻全部鑿沉。1942年12月24日在阿爾及利亞被一名20岁的反维希政府的法国青年费尔南·博尼耶（Fernand Bonnier）所杀。